# Emil Krause
Emil Krause (21 gennaio 1908 – 2 agosto 1962) è stato un calciatore tedesco, di ruolo difensore.